# 静川村
静川村（しずかわむら）は山梨県南巨摩郡にあった村。現在の身延町北西部、富士川右岸、身延町役場周辺にあたる。本項では発足時の名称である切石村（きりいしむら）についても述べる。

## 地理
- 河川：富士川

## 歴史
- 1889年（明治22年）7月1日 - 町村制の施行により、手打沢村、寺沢村、切石村、夜子沢村の区域をもって切石村が発足。
- 1892年（明治25年）9月1日 - 切石村が静川村に改称。
- 1954年（昭和29年）8月17日 - 西島村・大須成村・曙村と合併して中富町が発足。同日静川村廃止。

## 交通

### 道路
- 国道52号